# Resolución 1361 del Consejo de Seguridad de las Naciones Unidas
La resolución 1361 del Consejo de Seguridad de las Naciones Unidas, adoptada sin votación el 5 de julio de 2001, observando con pesar la renuncia del juez de la Corte Internacional de Justicia Mohammed Bedjaoui que surtiría efecto el 30 de septiembre de 2001, el Consejo decidió que en concordancia al Estatuto de la Corte las elecciones para llenar la vacante se efectuarían el 12 de octubre de 2001 en una sesión del Consejo de Seguridad y durante la quincuagésimo sexta sesión de la Asamblea General.
Bedjaoui, un jurista y diplomático argelino, fue un miembro de la Corte desde 1982, y su presidente entre 1994 y 1997. Su período del cargo iba a terminar en febrero de 2006.